# Jaslovské Bohunice

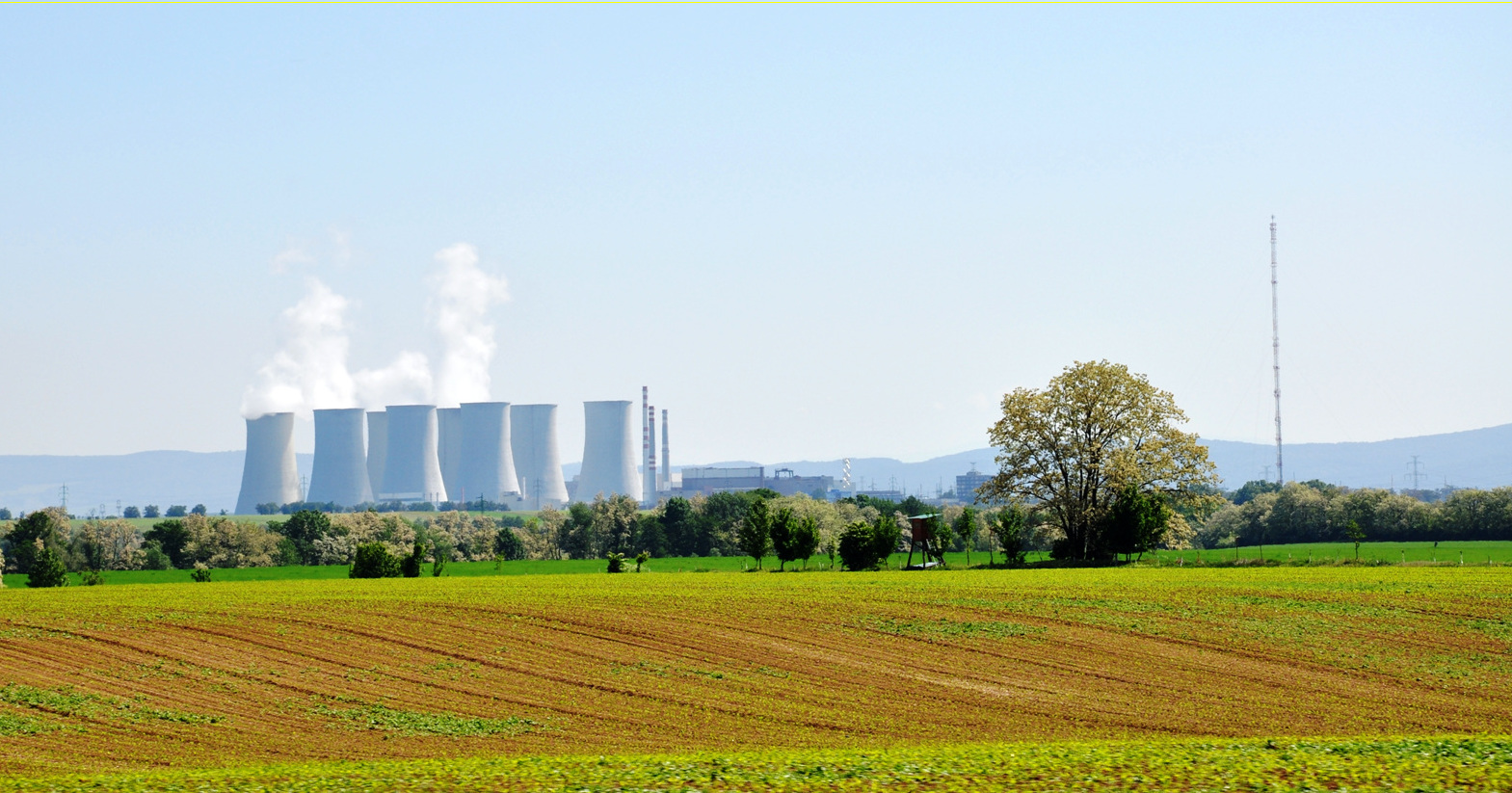
Jaslovské Bohunice

Jaslovské Bohunice (Hongaars: Jaslovské Bohunice) is een Slowaakse gemeente in de regio Trnava, en maakt deel uit van het district Trnava.
Jaslovské Bohunice telt 1.992 inwoners.